# 黃少岑
黃少岑（1950年11月—2025年2月4日），台灣著名的黑幫成員，綽號「么么」、「么哥」 。出生於台灣台中市，籍貫湖南桂東，是台灣黑社會組織竹聯幫第二任幫主，也是竹聯幫首位公開披露的幫主。黃少岑於2025年2月病逝，並被視為是台灣黑幫之中在位最久的幫主。
1995年受竹聯幫精神領袖「鴨霸子」陳啟禮親自欽點擔任竹聯幫新幫主，是陳啟禮在世時唯一欽點接班的成員，同時也是竹聯幫自創幫以來首位公開披露的幫主，因此受到國內外各界高度注目而廣為人知。
因治平專案掃黑而躲避國外，以及回臺灣自首後入獄數年，導致竹聯幫在數年間處在群龍無首的狀態，各方勢力林立相爭，造成竹聯幫幫主實際上地位歸屬的不確定性。
直至2007年10月，精神領袖「鴨霸子」陳啟禮逝世後，「么么」黃少岑於臺北市所舉辦的告別式上擔任治喪委員會主任委員，確認其繼承竹聯幫共主的地位。

## 生平經歷
黃少岑1950年出生於台灣台中市書香世家，父親是大學教授。1963年，黃少岑就讀省立台中第二高級中學時加入當地有名的黑社會團體「正氣幫」，因在大夥中年紀最輕，而被正氣幫幫主「馬三哥」馬駒取小名為「么么」。
1968年前後，由台中搬至台北市的黃少岑透過在台中所認識的竹聯幫成員童強的引薦加入竹聯幫，但當時並未受到竹聯幫重用。1975年黃少岑再次受到童強引薦拜入竹聯幫，受到「鴨霸子」陳啟禮的提攜重用，在往後的七年間，黃少岑在竹聯幫經歷無數大小戰役，逐漸打響名號，奠定了他在竹聯幫的地位，並在1980年代擔任「總巡查」等竹聯幫要職。
1981年5月9日，同是竹聯幫成員的知名武打巨星王羽，因為「天廚餐廳喋血事件」前往台北地方法院開庭審議，由竹聯幫成員「么么」黃少岑及陳智等六人擔任保鑣隨行護送王羽前往法院開庭。最終因口角問題，黃少岑等人於法院內與飛鷹幫成員劉台生發生衝突，導致劉台生被砍成重傷。此事件被媒體用以「法庭大廈血案」「竹聯幫藐視法庭」等文字大篇幅報導引起軒然大波，黃少岑因此入獄2年。
1984年8月間，黃少岑積極擴張地盤，率領竹聯幫眾和「黃埔幫」對抗而與黃埔幫老大「尖頭」趙念潼結怨，最終在衝突中砍殺趙念潼導致重傷致死，黃少岑因此一戰成名。同年11月台灣因江南案問題，實行「一清專案」全國大掃黑，逮捕包括幫主「鴨霸子」在內的數百名竹聯幫份子，也被警方鎖定的黃少岑於12月5日潛逃至菲律賓躲藏，並在父親安排下回到中國湖南省桂東縣家鄉躲避追緝，而後輾轉至美國洛杉磯等地，直至1992年10月2日在美國遭逮捕回台灣，結束在國外流浪9年。
1995年間，由竹聯幫幫主「鴨霸子」陳啟禮公開親自欽點由「么么」黃少岑擔任第二任幫主，更藉由《美華報導》雜誌刊登在封面加以報導，成為竹聯幫創幫以來首位公開披露的幫主，在江湖上造成大轟動。
1996年間連戰內閣再度舉行「治平專案」全國大掃黑，被警方指為違反「組織犯罪防制條例」的精神領袖「鴨霸子」陳啟禮、「白狼」張安樂等人相繼離開台灣，被指為新任幫主的黃少岑同樣遭警方追緝。黃少岑於1997年間潛逃出境，轉往菲律賓、印尼等地，並遭到台灣政府發佈通緝。直到1999年5月才回台自首投案，遭判刑入獄2年並於2002年出獄。
在陳啟禮與黃少岑逃亡海外及入獄期間，竹聯幫數年一直處於群龍無首的狀態，各方勢力崛起爭權，造成竹聯幫內部分裂。2001年時由多位幹部堂主擁立幹部成員「趙霸子」趙爾文擔任新幫主。
2002年至2006年間，由新聞媒體披露「么么」黃少岑將幫主權位前後交付給予「鍾馗」李宗奎、「猴王」胡台富等人，但同時期被擁立上位的「趙霸子」趙爾文也被各界認為是幫主，造成竹聯幫幫主實際上地位歸屬的不確定性。但因為黃少岑是陳啟禮唯一欽點的「主流派」嫡系幫主，因此「趙霸子」、「鍾馗」、「猴王」等人也陸續僅是被視為代理幫主。
2007年10月4日，精神領袖「鴨霸子」陳啟禮病逝，由黃少岑擔任治喪委員會的主任委員主導陳啟禮的後事，「周霸子」周榕與「趙霸子」趙爾文兩位大老分別擔任副主任委員，熟悉江湖規矩的人士指出，這份名單所表達出來的意義，無疑地「么么」已成為繼承陳啟禮之後，竹聯幫公認的新共主。同年，重新掌權的幫主「么么」黃少岑著手整頓竹聯幫，因內鬨事件，迫使黃少岑將時任忠堂堂主的「姚威」姚天齊大力開鍘，逐出竹聯幫，成為竹聯幫創幫以來第一個遭到剔除的堂主級成員，引發各界臆測。
2013年12月，近年來黃少岑因身體健康因素有意尋找接班人，無奈一直沒有適當人選，為了不讓竹聯幫分裂，趁著一次幫內餐會，決定先由四名大老任調解委員，取代過去的「董事長制」，若有糾紛先由大老調解，調解不成再由黃少岑裁處。
2019年11月20日，竹聯幫為「么么」黃少岑舉辦70歲壽宴，在台北喜來登飯店席開123桌舉行宴會，國內外各界前來參與祝賀。「趙霸子」趙爾文等「么么」系統大老皆到場參加。
2025年2月，黃少岑病逝於台北市榮民總醫院，享年75歲。因為黃少岑在逝世前並未來得及宣布由誰繼位第三任幫主，避免再度造成竹聯幫因為權力鬥爭發生分裂，幫內高層為此在深夜緊急召開會議討論，會後決議由劉振南繼任竹聯幫第三任幫主。黃少岑設靈於慈恩園，其治喪委員會委任王金平和柯建銘等顯赫政要主持，告別式在同年3月6日於臺北市第二殯儀館景明廳舉行，公祭結束後火化，骨灰奉安於慈恩園。

## 家庭
黃少岑生前共有三位妻子，共育有一子一女。1985年，黃少岑與第二位妻子在美國生有1子，取名為黃金寶，黃小馬由祖父母養大。2000年間黃金寶使用槍枝，在美國加州參與校園鬥毆。雖然黃金寶尚未成年，美國法官依舊以情節嚴重，然判決黃金寶75年徒刑。黃金寶目前正在服刑，並且持續上訴中。2022年經媒體報導，其子黃金寶已從美國獲釋回台灣，並在黃少岑的壽宴上首次公開同框。黃少岑第三位妻子「小妤」長年伴隨在黃少岑左右照顧生活起居，並被外界稱呼為「么嫂」。

## 軼聞
黃少岑人脈廣闊，除了所熟知的黑幫人士，在政治界、商業界皆有深厚人緣。其中最令各界訝異的是前國民黨副主席、立法院院長王金平曾是黃少岑就讀高中的恩師，而商業界「潤泰企業集團」總裁尹衍樑是高中同班同學。
黃少岑出身於台中地區，也因此與縱貫線老大「憨面」李照雄、「飛虎民」呂崇民、「冬瓜標」顏清標等中部角頭有深厚的交情，並且尊稱李照雄為師父。1990年代黃少岑積極擴張在竹聯幫內的聲勢並角逐新任幫主權位，其中在1995年間在竹聯幫競選幫主期間為獲得精神領袖「鴨霸子」陳啟禮的欽點，曾多次南下尋求與陳啟禮關係良好的縱貫線老大「黑松」蔡永常的支持，最終成功獲得陳啟禮欽點擔任新幫主。黃少岑與蔡永常早年在龜山監獄入監服刑期間相識並成為莫逆之交。黃少岑與縱貫線老大「水樹仔」林水樹亦有深厚情誼。綜觀以上可見黃少岑在江湖上擁有雄厚人脈及地位。
對於黃少岑之後的竹聯幫幫主繼任人選一直備受社會大眾關注，依據媒體報導，黃少岑曾徵詢仁堂領袖「麥克」許瑞弘、愛堂領袖「扣頭」劉振南、和堂領袖「阿達」吳文達等人繼任幫主的意願，並屬意由劉振南為下一任幫主繼任首選，但因時機敏感及內部意見分歧考量而未能即時宣布。另外黃少岑的左右手，也被外界視為最有資格接任下一任幫主的南堂領袖「大川」程大川於2023年4月間意外病逝，也再度引起外界關注竹聯幫幫主的繼任問題。
黃少岑遵循已故幫主陳啟禮「竹聯幫不得參與政治」的指令，長久以來與政治劃清界線，曾經接受媒體採訪時公開說明「促進黨是促進黨，竹聯幫是竹聯幫，這在以前我們董事長（陳啟禮）在位的時候就劃分的很清楚」等語，並且在挑選竹聯幫第三任幫主人選時，規定其中一項繼任資格為不得以涉及政治，由此可窺見黃少岑極力撇清竹聯幫與政治之間的關聯性。但是黃少岑的喪禮的治喪委員名單，卻是清一色的政商界大老，此舉治喪委員會決策也引起竹聯幫內部的不滿聲浪。